# Подзамче (Сілезьке воєводство)
Подзамче (пол. Podzamcze) — село в Польщі, у гміні Оґродзенець Заверцянського повіту Сілезького воєводства.
Населення — 1002 особи (2011).
У 1975-1998 роках село належало до Катовицького воєводства.

## Демографія
Демографічна структура станом на 31 березня 2011 року:
|          | Загалом | Допрацездатний вік | Працездатний вік | Постпрацездатний вік |
| -------- | ------- | ------------------ | ---------------- | -------------------- |
| Чоловіки | 487     | 76                 | 354              | 57                   |
| Жінки    | 515     | 69                 | 294              | 152                  |
| Разом    | 1002    | 145                | 648              | 209                  |

## Туризм
На території села розташовані руїни середньовічного замку Огродзенець, який належить до туристичного Шляху Орлиних Гнізд, а також Гора Бірув та численні вапнякові скелі, які є популярними об'єктами серед альпіністів.